# がんばれゴエモン〜宇宙海賊アコギング〜
『がんばれゴエモン〜宇宙海賊アコギング〜』（がんばれゴエモン うちゅうかいぞくアコギング）は1996年3月22日にコナミが発売したゲームソフト。がんばれゴエモンシリーズのひとつ。

## ゲーム概要
本作はSFC版『がんばれゴエモン3 獅子重禄兵衛のからくり卍固め』を踏襲した2Dグラフィックによるアクションアドベンチャーとなっており、各エリアの町を拠点に各地のダンジョンに入り、ボスを倒すことでシナリオが進行していく。ゲームの進行に応じて複数のエリアに跨って探索するが、新たなエリアに移動すると前のエリアには戻る事は出来ない一方通行の冒険になっている（クリアしたダンジョンも大半が入れなくなる）。
キャラクターのライフ（体力）の初期値は5、残機数の初期値は3（表示は2）。穴に落ちても即死にはならずライフが1 / 2減る。回復アイテムがないときにライフがなくなると残機が減り、残機がなくなるとゲームオーバー。コンティニューした場合、最後に旅日記をつけた（セーブした）地点からやり直しとなる。よろずやで大入り袋を買うことで、残機数を増やすことができる。道中の各地やアクションステージに置かれている「銀の招き猫」を4つ、もしくは「黄金の招き猫」1つを集めると、ライフの最大値を1つ増やすことができる。但し、前述の通り今回は前のエリアには戻れない為、多くは取り逃すと後から回収は出来ない。
今作ではウェポンの性能や攻撃力の強化はレベル制となっており、敵を倒したり巻物を取ったときに、経験値を得るようになる（レベル・経験値は全員共通）。経験値が一定以上になるとレベルが上がり、ウェポンの攻撃力や性能が上がる。最大レベルは4だが、経験値はレベル4に上昇する10000を超えても溜まっていく。一応次のレベルに必要な経験値として99999と表示されるが、実際は99998でカウントがストップする。
本作のインパクト戦のシステムはSFC版『3』を踏襲した2D構成になっているため、3D作品で存在した視点移動の要素は存在せず、必殺技の大部分もそちらを踏襲している。コクピット自体は2D描写だが、戦闘そのものはポリゴン描写になっている。前哨戦ステージも存在し、『3』同様の低速横スクロールアクション「激震インパクトステージ」が挿入される（ただし、ゲーム中では1度しかない）。2D描写であるため、味方側のパイロット描写やインパクト戦前後の敵との会話シーンが復活している。

## 物語
真夜中の大江戸はぐれ町。突然、うらら山が山火事になり町は大騒ぎに。これに気づいたエビス丸は、ゴエモンのもとに走った。裸で寝ていたゴエモンは大慌てで服を着てうらら山を見ると、山火事は治まっていた。2人は安心して眠りにつく。翌朝、2人は真意を確かめるために、うらら山に向うのだった。
うらら山ではからくりのような謎の魔物達が暴れており、山賊のアジトも襲撃を受けていた。ゴエモン達は山賊の頭領「ゴロク」を救出して仲間にし、魔物発生と関係があると思しき火事現場へと向かう。そこには宇宙船「イチバンブロ号」が墜落しており、内部にて宇宙刑事を名乗る老婆「ババン」と出会う。ババンが言うにはあの魔物達は地球の宝を狙ってやってきた宇宙海賊であり、ババンはそれを捕まえる為に追ってきたとの事。しかし攻撃を受けて地球に墜落し、その為にあの大火事が起きてしまったらしい。事情を聞いたゴエモン達は、宇宙海賊の親玉「アコギング」から地球の宝を護る為、共に戦う事を決意するのだった。
宇宙海賊について調べていた一行はアコギングの手下の転送に巻き込まれて海に飛ばされるも、ゴエモンインパクトで危機を脱する。敵を倒して上陸した島はアコギングが狙う宝のある「竜の宮」であり、一行は島中で宇宙海賊と攻防を繰り広げる。やがて宇宙海賊が築いた地下帝国に乗り込み、アコギングが向かったという竜宮城に辿り着く。しかしアコギングは既に宇宙に飛び立った後であり、追いかけようにもインパクトでは推進力が足りず、やむなく一行は物知りじいさんの屋敷に向かう。かつて戦ったゴエモンの子孫・獅子重禄兵衛の協力もあってインパクトは宇宙戦仕様の「ゴエモンインパクト・ゴージャス」へと進化を遂げ、一行はいよいよ宇宙へと飛び立つ。
アコギングの宇宙要塞「クドーイン」へと乗り込んだ一行はアコギングと対峙し、宇宙を舞台に最後の戦いを繰り広げる。しかしアコギングを倒した直後、その母であるリンダーラの母船が現れる。形勢逆転かと思った矢先、リンダーラはゴエモン一行がアコギングを倒したことに驚愕し、アコギングを仕置きとして暗黒星に飛ばしては一行を称賛し、義賊の心を持ち続けることを願って去っていく。逃げた好敵手を追うべく、ババンもイチバンブロ号に乗り込み、ゴエモン達に礼を告げて飛び立っていった。ゴエモンインパクトは地球に帰還し、ゴエモンは懐かしの姿となって町に小判をばら撒くのであった。

## 登場人物

### プレイヤーキャラクター
これまでのシリーズに登場するゴエモンとエビス丸に加え、今作のみサスケとヤエに代わり、新キャラクターのゴロクとババンがメインキャラクターとなった（サスケとヤエはゲストキャラとして登場）。旧作同様、キャラクターチェンジによる能力や武器の使い分けでゲームを進めていく。
また、過去作と異なり、各エリアマップ上ではキャラクター全員が隊列を組んで並んで歩いていくようになっており、そのままボス戦になることもある。
ゴエモン
正義の義賊。ゲーム内ではわりと常識人で会話のツッコミ役。
ジャンプ力は2番目に高い。
メインウェポン：キセル
キセルで相手を叩く。リーチはやや短めだが、レベルが上がると炎が出るようになる。
サブウェポン：小判（1両消費） タメ撃ち：貫通小判（5両消費）
貫通小判は通常より攻撃力が高く、敵を貫通する。
エビス丸
ゴエモンの相棒で、自称「正義の忍者」。しかし、見た目は泥棒にしか見えないおまぬけ忍者である。会話ではもっぱらボケ担当で、シリアスなシーンでも平気でボケ倒す。通称「エビちゃん」。
ジャンプ力は3番目に高い。
メインウェポン：マジックハンド
マジックハンドで攻撃。レベルが上がると攻撃力とリーチが長くなる。また、『3』『きらきら道中』における、ゴエモンの「チェーンキセル」と同様の効果を持ち、フックなど特定のポイントに引っ掛けて移動に用いることができる。
サブウェポン：手裏剣（2両消費） タメ撃ち：反射手裏剣（4両消費）
手裏剣は伏せて撃っても地形に沿わず、横に飛ぶ。反射手裏剣は壁に当たると反射し、遠くにあるスイッチを作動させることが可能。
ゴロク
うらら山のけわし谷に根城を構える山賊一味の頭。ゴエモン同様、私腹を肥やす悪人しか狙わない義賊であり、弟子入り志願を断られつつも憧れのゴエモンの仲間となって行動を共にする。エビス丸とはチームのお笑い担当。単純だが、仲間思いで正義感が強い。高所恐怖症。うらら山付近の地理に詳しい。
ジャンプ力は最低だが力を活かして特定のブロックを動かすことができる。
メインウェポン：空手攻撃
パンチやキックで攻撃。特定の障害物を壊すことができる。レベルが上がると衝撃波が飛ぶようになる。
サブウェポン：岩（3両消費） タメ撃ち：爆発岩（6両消費）
岩を飛ばして攻撃。特定の障害物を壊すことができる。過去のシリーズにおけるサスケの「花火爆弾」と違い、放物線上に飛ばず下に投げ落とすような形となる。
正式名称は「あっぱれ岩の術」という術であり、巻物が無いと使用する事が出来ない。
ババン
宇宙警察銀河大隊に所属する宇宙刑事で、その名の通りおばあちゃん。宇宙船イチバンブロ号で宇宙海賊アコギングを追っていたが、地球付近でアコギングの宇宙要塞クドーインの攻撃を受け、地球に墜落。更にアコギングのメカに捕らえられているところをゴエモンたちに助けられる。ターミネーターのグラサン顔をモデルにした面持ち。ゴエモンたちの腕を見込んで、仲間に加わった。アコギングの母であるリンダーラとは長年の好敵手。
ジャンプ力は一番高く、短時間ホバリングも可能で遠くの足場へと渡れる。

メインウェポン：ステッキ
ステッキを刀のように振って攻撃。レベルが上がると衝撃波が飛ぶようになり、リーチが長くなる。
サブウェポン：光線（エネルギーウェーブ）（通常1両、タメ撃ち4両消費）
光線を打ち出して攻撃。火を消すことができる。貫通性能はない。タメ撃ちでは射程が長くなり、ホーミング性能が付く。

### サブキャラクター
ゴエモンインパクト
物知り爺さんが作った巨大からくりメカ。今回はインパクト星人の設定には触れられず、ゲーム中で喋る事も無い。『きらきら道中』の時と違って単機では大気圏突破は出来ず、最終決戦の前には物知り爺さんと獅子重禄兵衛によって宇宙戦仕様「ゴエモンインパクトゴージャス」へと改造される。しかしメインコンピューターを開発する時間が無かった為、代わりに「最高の頭脳」としてサスケの頭部が搭載された。
おみっちゃん
ゴエモンシリーズのヒロイン。今回はゲーム開始前から竜の宮へ旅行に行っており、どろろんぱに空き巣に入られる。更に本人は旅行先でもアコギングに誘拐されてしまう。
サスケ
物知り爺さんが開発したからくり忍者。今回はプレイヤーキャラクターから外れ、脇役に。終盤では彼の頭部が重要な役割をする。
ヤエ
ゴエモン一行をサポートするくの一。通称「ヤエちゃん」。サスケと同じく、今作では脇役。終盤ではイチバンブロ号に乗ってクドーインに潜入する。
おゆき
ヤエちゃんのいとこの隠密。ゴロクに惚れられる。
かめきち
シーワールドに囚われていた亀。どろろんぱの頭巾の力により、エビス丸だけカメ語を翻訳できる。「たーとるおれ」について詳しく知っているようだが、それを明かす事は無く、恩人であるゴエモン達にも一度は敵意を向けるが、玉手箱を持っていた事から信用し、カメの城へ彼等を連れて行く。「グラパック」という武器を奪われているが、取り戻すとミニゲーム「カメディウス」として敵の群れと戦えるようになる。
物知り爺さん
ババンを驚かせる科学力を誇る伊賀の爺さん。ゴエモンインパクトを宇宙戦闘用に改造した他、イチバンブロ号を完全に修復する技術を見せる。また、地球人には極秘のはずの宇宙警察についても知っている（理由は本人曰く「ワシは何でも知ってる物知り爺さんじゃ」）。
獅子重禄兵衛
未来の大江戸に住むゴエモンの子孫。『がんばれゴエモン3』のラストボスだったが、改心し未来の大江戸を守ることを誓った。
本作では未来の図書館の歴史書でゴエモンに力を貸すことを知り、物知り爺さんと共にゴエモンインパクトを宇宙戦闘用に改造してくれる。

### 敵キャラクター
アコギング
宇宙海賊を率いる悪党であり、宇宙大海賊リンダーラの息子。義賊である母とは違い、私利私欲の為に宇宙各地で海賊行為を働いている。大悪党ではあるが、ワガママでマザコンでお調子者のドジ。部下からも軽蔑視される。地球の宝を根こそぎ奪うべくやってきた。本作のラストボス。
最終決戦では土偶型の戦闘メカに搭乗し、宇宙空間を舞台に最後の戦いを演じる。ゴエモン達に倒された後はクドーインに突っ込んで戦艦諸共爆発するも生き延び、リンダーラに収容されたが、根性を叩き直す為に暗黒星に送られた。
サーハットリ
最初に戦う、巨大な頭の忍者のようなボス。宇宙海賊の偵察隊らしい。うらら山のゴロクのアジトを襲った。自称「紳士」。宇宙人だが欧米かぶれの話し方をする。彼と戦ったゴエモン達をババンが「よく無事で…」と案じており、宇宙海賊の中でも実力者だった事がうかがえる。
香車
イチバンブロ号に潜んでいたボス。ゴエモン達の後ろから現れ、攻撃してくる。ボスとしては珍しく、言葉を話さない。マシンガンやミサイルなどを搭載しているからくり。
からくり大介
巨大なメカに搭載されている敵。警戒態勢中にゴエモンインパクトを見つけ、立ちはだかった。一度負けた後、莫大な修理代を使ってまで戦法を変えてリベンジを狙うも、またも敗れた。シーワールドではからくり大介に似たボスが現れた。
山奥の女
山奥に住む若い女。その正体は山姥で、ゴエモン達に襲い掛かる。四方八方に飛び回り、プレーヤーを苦しめる難敵。倒すと「アッタケエ」という竹が手に入る。宇宙海賊ではなく、地元の妖怪のようである。
もちどざー
鏡餅にメカの脚が生えたような姿をしたメカ。鉱山のボス。鉱山に入り込んできたゴエモン達に襲い掛かるも敗北。それでも再生ボタンを押せばすぐに復活すると豪語していたが、実はコンピュータに致命的なバグを抱えており、間違えて自爆装置を作動させてしまい、放置された。その後、ゴエモン達が手形を取ると同時に自爆する。
キンカク・ギンカク
キンカクギンカクの塔のボス。地底帝国への鍵を持っている。キンカクは巨大なひょうたんでゴエモンたちを攻撃する。このひょうたんは『西遊記』の紫金紅葫蘆と同様に呼びかけた相手が返事をすると中に吸い込む力があり、キャラの名前が表示された際にすぐに別のキャラに交代しないと吸い込まれてダメージを受けてしまう。ギンカクは腕に装備された伊勢海老から出された小海老で動きを封じる攻撃をしてくる。更に一度倒しても千両箱の罠を仕掛けつつ復活する。実はアコギングへの忠誠心は無く、たーとるおれを強奪する事を目論んでいる。2人とも同じコンピュータを備えたロボットで外見こそ似ていないが口調も発言内容もそっくり。しかしギンガクはキンカクを軽視しており、鍵を奪い取る事すら考えている。尚、キンカク戦では一度負けるとBGMが変化する。
飛車丸
地下帝国のマグマ採掘工場のボス。クセ者だらけの宇宙海賊の中でもかなりのドジで、ババンが居る事に気付かず冥土の土産として秘密を喋り、後からそれをババンに録音されていた事を知って襲い掛かって来る。本作屈指の耐久力の持ち主であり、長期戦を強いられる。腕、足を失っても攻撃方法を大幅に変えて戦うなど、行動パターンも多彩。
がんちょき
亀神殿のボス。人に勝手にあだ名をつけるあだ名星人。すぐに冷静さを失うが、ギミック仕掛けのスペシャリストを自称している。攻撃パターンは独楽やだるま落としなどのおもちゃ。攻撃を当てるといかにも効いているような反応を見せるが、実はHPは無限であり、ある方法を取らないと倒す事ができない。
からくりでんでん
要塞クドーインの警備隊長ででんでん太鼓型のメカ。元はただの犯罪メカに過ぎなかったらしく、過去にババンに倒されて宇宙ゴミ解体センターに送り込まれたが、脱走。その事をずっと根に持っている。しかしババンにその件を持ち出されて挑発された事で、ババンの目論見通り警備装置を切ってしまう。こでんでんを操り、プレイヤーの動きを封じる戦法をとる。戦闘時は周囲がディスコのように変わり、BGMも専用曲が用意されている。
ロクロックビ
ろくろ首型メカで、オカマ口調。首のアタッチメントを変えることで多彩な攻撃を行なう。生身で戦うボスとしてはラストボスにあたる。アコギングの命令を無視して勝手な行動をとり、ゴエモンインパクトのコックピットに置かれていたサスケの首を盗みコレクションとして飾っていた。サスケを救出しに来たゴエモン達に発見され戦う事になるも、最後にサスケの頭をつけた際、意識を取り戻したサスケに胴体の制御を乗っ取られてしまい、返り討ちに遭って胴体を破壊されてしまった。残った頭部はそのまま放置された。
ベンジャミン
アコギング専用の伝言ロボ。その性格は変態そのもので、アコギングにも引けをとらない。片言の日本語を話す。
アクの強いキャラクター設定が好まれ、ファン投票でも上位にランクされることが多い。アコギングの伝言を伝えた後、自爆した。
ロボ
ロード画面で顔を回しているロボット。最終ステージではセーブ役としても登場。アコギングに人質にされたおみつにもいやらしい目をしながら襲い掛かるも、コンセントで動くような安普請なロボットであった為、うっかりコンセントが抜けて機能を停止した。漫画版ではおみつの怒りを買って破壊される。
リンダーラ・アコギング23世
宇宙最大の海賊団「グレートアコギング」の女ボスで、ババンとは昔からの好敵手。近々地球にやってくるという噂が囁かれているが、宇宙警察はただの噂に過ぎないという裏が取れた事でババンを地球に派遣した。しかしそれは事実であり、エンディングにて登場する。息子のアコギングを修行の為に一人立ちさせるも、その不甲斐なさと傲慢さに業を煮やしゴエモン達の前に現れる。
元々は義賊の血筋であり、自身も義賊の誇りを以て活動している。しかしアコギングはそれを忘れて悪行を重ねた為、制裁として暗黒星へと飛ばす。マザーシップはエビフライそのもので、ババン曰くゴエモンインパクトでも歯が立たないほどの強力な戦艦らしい。文明レベルに大きな差がありながらアコギングに勝ったゴエモン達を同じ義賊として称え、息子を甘やかした事を謝罪しつつ、時代に流される事無く勇気と優しさを持ち続ける事を説いた。

### その他のキャラクター
どろろんぱ
おみっちゃんの家にいた泥棒。ゴエモン達に見つかるが、何とか誤魔化す。その後、温泉にてエビス丸と服を取り違えてしまうが、竜の宮にて役人に追われた際に取り戻す。頭巾のみがエビス丸の手に残るが、それによってかめきちと会話ができた。この頭巾が何だったのかは最後まで明かされない。
まさし
ゴロクの子分。アジトへの道を塞いでいる大岩の消し方を教えてくれる。礼儀正しい山賊。
たけとりじい
はぐれ町に住むおじいさん。ほろほろ寺の巨大な竹を「す〜ぱ〜なた」で切ってくれる。かわらばんやの父親。
かわらばんや
ネタ探しに苦戦している、たけとりじいの息子。ゴエモン達に宇宙海賊の情報を教える。父親思いである。
やすし
かわらばんやの知り合いで、宇宙海賊の情報を彼に教えた。家は留守になっているが、後に地下帝国にいることが判明する。
子供
はぐれ町にいる子供。アメをねだる。正体は宇宙人で、空間移動で逃げようとする。後に同型のザコ敵が登場する。
あきやまもんばん
竜の宮の入り口に立っている門番。悪人ではないが、顔色が悪い。
しゅじん
地下帝国のよろず屋店主。かめきちのグラパックを奪った張本人で、何故か売る気も無いのにグラパックを店先に置いている。ゴエモン達に掛けられた魅力の術の効果で、グラパックと玉手箱を強引に交換するが、悪人であった為に玉手箱の力で老人化してしまう。

## 町・ステージ
大江戸はぐれ町
地理的には『3』とほとんど変わっていない。ゴロクの先祖が作った秘密の通路の出口がある。
ほろほろ寺
おなじみのボロ寺。今作ではうらら山入り口に通じている。竹薮には巨大な竹がある。
うらら山
山賊の住む山。途中、大岩が道を塞いでいる。面積はかなり広い。はぐれ町には桜が咲いているが、この山は真夏のように日差しが照り付け、ヒマワリが咲き、蝉や蜩、蛙も鳴いている。イチバンブロ号墜落地点周辺はその時の大火事が原因で焼け野原になっている（ババンがすぐに消した為、被害は抑えられている）。
ゴロクのアジト
山賊たちのアジト。宇宙海賊が多数巣食う。奥にいるサーハットリを倒すとゴロクが現れ、仲間になる。
川下り
急流を丸太に乗って下っていくミニゲーム。山火事があった場所まで行ける。
イチバンブロ号
うらら山で大破しているババンの宇宙船。中に敵が入り込んでおり、最奥部付近のエレベーターには番車が待ち受ける。ババンからイチバンブロ号が墜落した事情を聴ける。
海洋
本作唯一の激震インパクトステージ。はぐれ町で宇宙人の空間移動に巻き込まれ、飛ばされた海の上。ゴエモンインパクトを呼ぶが、からくり大介に見つかってしまう。ここに進むとはぐれ町には戻れなくなる。
秋山
海洋でからくり大介を退けると着く、竜の宮の近くの山。その名の通り紅葉の木々が立ち並ぶ山だが迷路のように入り組んでおり、不気味な雰囲気が漂う。妖怪が住む家とどろどろ温泉という寂れた温泉がある。竜の宮への入り口には顔色の悪い門番がいて、手形のない旅人を遠ざけている。
竜の宮
金山で栄える気候の差が激しい町。旅人はほとんど訪れない。穏やかな町だったが、宇宙海賊がはびこるようになってから治安が悪くなった。シーワールドとキンカクギンカクの塔は宇宙海賊のアジトである。ゴエモンたちはここでおみっちゃんが失踪したことを知る。宇宙警察には「りゅうのみゃ」と言う情報で伝わっていたが、正しくは「たつのみや」である。
シーワールド
竜の宮の施設。亀のショーで町人を楽しませていたが、宇宙海賊に乗っ取られた。ボスを倒すとかめきちが現れ、「たーとるおれ」の情報を話して去っていく。
冬山
竜の宮と鉱山を結ぶ雪山。吹雪が吹き荒れており、動きが鈍くなる上に「アッタケエ」がないと体力が減っていく。
鉱山
竜の宮の金山。宇宙海賊に目をつけられ、もちどざー達が占拠した。以前とは比べ物にならないくらい掘り進められたらしい。ガスが充満している所がある。「キンカクギンカクの塔」の手形を入手すると、もちどざーが自爆する。
キンカクギンカクの塔
キンカクとギンカクの基地。地下帝国の扉を守っている。キンカクの塔側からしか入れず、キンカクの塔最上部からそのままギンカクの塔に入る。
地下帝国
キンカクとギンカクの斧を池に落とす事で転送される地下世界。宇宙海賊の本拠地であり、住民はほぼ宇宙人しかいない。彼等はアコギングの配下達だが、ゴエモン達の事は地球人に変装している仲間と勘違いしている為、襲ってはこない。ここに進出すると竜の宮に戻れなくなる。
マグマ採掘工場
地下帝国にて、秘宝を掘り出すべく建造された宇宙海賊の採掘場。
亀神殿
亀が奉られている遺跡。心が清らかな者以外は追い出される。クリア後もカメディウスに進むまでは進入可能だが、ボスの居る奥部には行けなくなっている。
カメディウス
かめきちに乗って敵を撃つミニゲームであり、『グラディウス』のパロディ。基本ルールや操作方法も『グラディウス』と同じ横スクロールシューティングゲームとなる。水路を通ってカメの城へと向かう。このミニゲームが始まると地下帝国に戻れなくなり、アイテムの補充も出来なくなる。
宇宙
宇宙戦闘用ゴエモンインパクトに搭乗し、アコギングの待ち受ける宇宙要塞を目指す。地球から飛び立つとワープ空間に入り、次々と襲い来る敵の小型機を蹴散らしながら進んでいく。激震インパクトステージではなく、ボス戦同様のコクピット視点での操作となる。
宇宙要塞クドーイン
ラストステージ。アコギングの私用の宇宙要塞。複数のボスが待ち受ける。一度入ると二度と外に出られず、ある地点以降は後戻りも出来なくなっていく。ゴエモンインパクトか途中に居るロボットでセーブが可能。

## 用語
イチバンブロ号
ババンの宇宙船。魚のような外観をしている。小型宇宙船ながら、内部はダンジョンになるほどの広大さを誇る。ストーリー開始前にクドーインの攻撃を受けて地球のうらら山に墜落し、大規模な山火事を起こしてしまった。墜落のときに燃料制御装置が外れた為、放っておくと大江戸まで跡形もなく吹き飛ぶほどの大爆発を起こしてしまう所だったが、ゴエモン達が装置を回収してきた事で事なきを得る。終盤では物知り爺さんに修理され、自動操縦でヤエをクドーインに送り届けた。また、脱出ポッドが搭載されている事が語られており、ヤエとおみつはそれで地球に帰還した。エンディングでは再びババンが搭乗し、リンダーラを追って宇宙の彼方へ去って行った。
たーとるおれ（タートルオレ）
竜の宮に伝わる伝説の秘宝。作中で語られる所によると特殊な鉱石であり、アコギングの開発している兵器の完成に必要とされる。しかしゲーム中に実物は登場せず、またアコギングが手に入れた描写も無く、その兵器も登場しない為、具体的にどういうものだったのかは最後まで明かされない。

## 漫画
『コミックボンボン』（講談社）にて連載。帯ひろ志作。全4話で構成されている。単行本は全1巻。ババンが若作りをしていたり、ゴエモンとババンが恋愛関係になりかけるなどオリジナル要素がある。ストーリーの長さは、シリーズでは特に短く、本編の内容を大幅に省略されており、ほとんどのボスキャラクターが未登場。
- 第1話 宇宙刑事参上!その名はババン
- 第2話 最凶の宇宙海賊アコギングを追え
- 第3話 おみつさらわる!宇宙へ飛べGインパクト
- 第4話 宇宙一大決戦!勝者はオレさまだ